# Petr Pravec
Petr Pravec (* 17. září 1967 Třinec) je český astronom, objevitel mnoha planetek. Je angažován ve skupině stanic nazvaných BinAst, které sledují blízkozemní objekty. Objevil více než 300 planetek (k 8. 2. 2012 celkem 313, z toho 115 samostatně).
Vystudoval obor fyzika na Masarykově univerzitě v Brně. Postgraduálně pak absolvoval astronomii na Univerzitě Karlově. Pracuje v Astronomického ústavu Akademie věd České republiky v Ondřejově.
Je po něm pojmenovaná planetka (4790) Petrpravec, kterou v roce 1988 objevila americká astronomka Eleanor F. Helinová.

## Výběr objevených planetek
| Planetka                | Předběžné ozn. | Datum objevení    | Spoluobjevitel  |
| ----------------------- | -------------- | ----------------- | --------------- |
| (7204) Ondřejov         | 1995 GH        | 3. duben 1995     |                 |
| (7490) Babička          | 1995 OF1       | 31. červenec 1995 |                 |
| (7492) Kačenka          | 1995 UX        | 21. říjen 1995    |                 |
| (7849) Janjosefrič      | 1996 HR        | 18. duben 1996    | Lenka Šarounová |
| (8217) Dominikhašek     | 1995 HC        | 21. duben 1995    | Lenka Šarounová |
| (9672) Rosenbergerezek  | 1997 TA10      | 5. říjen 1997     |                 |
| (10173) Hanzelkazikmund | 1995 HA        | 21. duben 1995    | Lenka Šarounová |
| (10221) Kubrick         | 1997 UM9       | 28. říjen 1997    |                 |
| (10390) Lenka           | 1997 QD1       | 27. srpen 1997    | Marek Wolf      |
| (10395) Jirkahorn       | 1997 SZ1       | 23. září 1997     | Marek Wolf      |
| (10581) Jeníkhollan     | 1995 OD1       | 30. červenec 1995 |                 |
| (10633) Akimasa         | 1998 DP1       | 20. únor 1998     |                 |
| (11126) Doleček         | 1996 TC15      | 15. říjen 1996    |                 |
| (11167) Kunžak          | 1998 FD3       | 23. březen 1998   |                 |
| (11333) Forman          | 1996 HU        | 20. duben 1996    | Lenka Šarounová |
| (11364) Karlštejn       | 1998 FB3       | 23. březen 1998   |                 |
| (11668) Balios          | 1997 VV1       | 3. listopad 1997  |                 |
| (33377) Večerníček      | 1999 CR9       | 12. únor 1999     |                 |
| (30253) Vítek           | 2000 HF24      | 30. duben 2000    | Peter Kušnirák  |
| (93256) Stach           | 2000 SD163     | 29. září 2000     | Peter Kušnirák  |
| (30564) Olomouc         | 2001 OC77      | 28. červenec 2001 |                 |